# Беров, Моисей Залманович
Моисе́й За́лманович (Михаи́л Семёнович) Бе́ров (10 [23] декабря 1909, Велиж, Витебская губерния — 21 апреля 2003, Минск) — советский оператор-документалист, фронтовой кинооператор в годы Великой Отечественной войны. Заслуженный деятель искусств БССР (1967).

## Биография
Родился 27 ноября (10 декабря) 1909 года в еврейской семье в Велиже (ныне Смоленская область). Окончил художественный техникум в Витебске в 1930 году и операторский факультет ВГИКа в Москве в 1934 году (по другим сведениям — в 1935 году).
В годы Великой Отечественной войны — кинооператор 3-го Белорусского и Западного фронтов. Член ВКП(б) с 1944 года. В 1933—1984 годах — оператор киностудии «Белгоскино» (с 1946 года — «Беларусьфильм»), где кроме фильмов снял около 2500 сюжетов для кинопериодики студии.
Член Союз кинематографистов СССР с 1957 года. Заслуженный деятель искусств БССР (1967).
Занимался живописью, участвовал в художественных выставках.

## Фильмография
- 1933 — 1-я Альпиниада РККА
- 1933 — На штурм Эльбруса (совм. с В. Микошей)
- 1936 — Ударом на удар
- 1940 — В Советской Литве
- 1940 — Каунас
- 1940 — Колхоз «Крепость обороны»
- 1940 — С хуторов в колхозные поселения
- 1942 — Приезд тувинской делегации (совм. с Т. Бунимовичем)[5]
- 1942 — Разгром немецких войск под Москвой (совм. с группой операторов)
- 1943 — Витебское Сражение (совм. с группой операторов)
- 1944 — Бои за Вильнюс (совм. с группой операторов)
- 1944 — Минск наш (совм. с группой операторов)
- 1944 — Освобождение Белоруссии (совм. с группой операторов)
- 1945 — В логове зверя (совм. с группой операторов)
- 1945 — Восточная Пруссия
- 1945 — Кенигсберг (совм. с группой операторов)
- 1945 — Падение Кенигсберга
- 1945 — Процесс над немцами в Белоруссии[6]
- 1946 — Суд народа
- 1947 — День победившей страны (совм. с группой операторов)
- 1947 — Судебный процесс в Бобруйске
- 1948 — 30 лет Белоруссии
- 1948 — Беловежская пуща
- 1948 — На земле Белорусской
- 1948 — Счастье народа
- 1949 — Архитектурные памятники Белоруссии
- 1949 — Советская Белоруссия
- 1950 — Советская Белоруссия
- 1950 — Утро жизни
- 1951 — Берегите своих детей
- 1951 — МЫ живём в Минске
- 1951 — Этим летом
- 1952 — Глобус Наполеона
- 1952 — Чемпионы спорта
- 1953 — Весенние мелодии
- 1954 — Зелёный патруль
- 1954 — Соль земли
- 1956 — Жаворонки летят на Полесье
- 1956 — Труженики села
- 1957 — Верхне-Днепровский, 14
- 1957 — На земле белорусской (совм. с В. Окуличем, В. Юревичем)
- 1957 — Сказ о садоводе
- 1957 — ЦУМ
- 1958 — Артист Ильинский
- 1958 — Главный конвейер
- 1958 — Мы в городе
- 1958 — Праздничный альбом
- 1960 — Утро жизни
- 1960 — ЧП в городе
- 1962 — Соль земли
- 1962 — Этим летом
- 1963 — Весенние мелодии
- 1963 — Шахтёры Полесья
- 1964 — Незабываемое (совм. с И. Вейнеровичем, Ю. Иванцовым, Г. Масальским, И. Ремишевским, Е. Соколовым, С. Фридом)
- 1964 — Обыкновенная хроника
- 1965 — 3 июля (совм. с Ю. Иванцовым, Г. Масальским, И. Ремишевским, Е. Соколовым)
- 1965 — День Великой Победы (совм. с И. Вейнеровичем, Ю. Иванцовым, Г. Карловым, Г. Лейбманом, Е. Соколовым, С. Фридом)
- 1965 — С 11 до 20
- 1966 — На нашей улице праздник
- 1968 — Белорусское искусство
- 1968 — Генерал Пуща (совм. с И. Вейнеровичем, Э. Гайдуком)
- 1969 — Курган
- 1969 — По Припяти
- 1969 — Твоя и моя юность
- 1969 — Штрихи к портрету (совм. с Ю. Иванцовым, И. Пикманом, В. Цеслюком, Р. Ясинским)
- 1969 — Ядовитые грибы и ягоды
- 1970 — Ради жизни на земле
- 1971 — Маршрут 13
- 1972 — Короткие знакомства
- 1972 — Курган
- 1972 — Минута молчания
- 1972 — Обратный свет
- 1973 — В час тишины
- 1974 — Жить в веках (совм. с А. Алаем, В. Ковалёвым, В. Куприяновым, А. Мечинским, В. Орловым, А. Симоновым, Г. Шингером)
- 1974 — Освобождение Советской Белоруссии (совм. с группой операторов)
- 1974 — Поезда на шоссе
- 1974 — Полесские колядки
- 1978 — Мальчик и цапля
- 1978 — Николай Судзиловский
- 1981 — 11 раунд
- 1981 — Советская Белоруссия
- 1982 — Автоматические линии
- 1983 — Резьба по дереву
- 1989 — Хатынь, 5 км